# دنیلا آلوس لیما
دنیلا آلوس لیما (پرتغالی: Daniela Alves Lima؛ زادهٔ ۱۲ ژانویهٔ ۱۹۸۴) بازیکن فوتبال زن اهل برزیل است.
از باشگاه‌هایی که در آن بازی کرده‌است می‌توان به باشگاه فوتبال لینشوپینگ اشاره کرد.
وی همچنین در تیم‌های ملی فوتبال زیر ۲۰ سال زنان برزیل و زنان برزیل بازی کرده‌است.
وی در مسابقات کشوری و بین‌المللی در مجموع برندهٔ ۲ مدال طلا، ۲ مدال نقره شده‌است.